# Caesalpinia hughesii
Caesalpinia hughesii är en ärtväxtart som beskrevs av Gwilym Peter Lewis. Caesalpinia hughesii ingår i släktet Caesalpinia och familjen ärtväxter. Inga underarter finns listade i Catalogue of Life.